# Unitat perifèrica de Drama
La unitat perifèrica de Drama (en grec: νομός Δράμας) és una unitat perifèrica de Grècia, a la regió de Macedònia Oriental i Tràcia. La capital és Drama. Correspon a l'antiga prefectura de Drama.